# Dare Iz a Darkside
Dare Iz a Darkside – drugi solowy album rapera Redmana. Prawie w całości produkowany przez samego Reda i Erica Sermona co spowodowało, że płyta jest bardzo rytmiczna, o specyficznym brzmieniu bitów. Płyta osiągała sukces komercyjny, ale nie potrafiła pokonać swojej poprzedniczki. Single to „Rockafella” oraz „Can't Wait”.

## Lista utworów
| #  | Tytuł                          | Autorzy piosenek                                                             | Producent/ci                             | Wykonawca/y                        |
| -- | ------------------------------ | ---------------------------------------------------------------------------- | ---------------------------------------- | ---------------------------------- |
| 1  | „Dr. Trevis”                   | R. Noble                                                                     | Reggie Noble                             | *Interlude*                        |
| 2  | „Bobyahed2dis”                 | R. Noble, D. Stinson, G.M. Shider, D.L. Spradley, G. Clinton Jr., J. Stewart | Reggie Noble, Rockwilder                 | Redman                             |
| 3  | „Journey Throo da Darkside”    | R. Noble, E. Sermon, N. Whitfield                                            | Reggie Noble, Erick Sermon (co-producer) | Redman                             |
| 4  | „Da Journee”                   | R. Noble                                                                     | Reggie Noble                             | *Interlude*                        |
| 5  | „A Million and 1 Buddah Spots” | R. Noble, E. Sermon                                                          | Erick Sermon, Reggie Noble (co-producer) | Redman                             |
| 6  | „Noorotic”                     | R. Noble                                                                     | Rockwilder, Reggie Noble (co-producer)   | Redman                             |
| 7  | „Boodah Session”               | R. Noble                                                                     | Reggie Noble                             | *Interlude*                        |
| 8  | „Cosmic Slop”                  | R. Noble, E. Sermon, K. Murray                                               | Erick Sermon, Reggie Noble (co-producer) | Erick Sermon, Keith Murray, Redman |
| 9  | „Rockafella (R.I.P.)”          | R. Noble, E. Sermon                                                          |                                          | Rockafella                         |
| 10 | „Rockafella”                   | R. Noble, G. Clinton Jr., W. Collins, B.J. Worrell, L. Haywood,              | Reggie Noble                             | Redman                             |
| 11 | „Green Island”                 | R. Noble, A. Stillman, R.A. Anderson                                         | Reggie Noble                             | Redman                             |
| 12 | „Basically”                    | R. Noble                                                                     | Reggie Noble                             | Redman                             |
| 13 | „Can't Wait”                   | R. Noble, E. Sermon, R. James, M. Hall, A. Hardy, B. James                   | Erick Sermon, Reggie Noble (co-producer) | Redman                             |
| 14 | „Winicumuhround”               | R. Noble, E. Sermon, G. Clinton Jr., G. Shider, D.L. Spradley                | Erick Sermon, Reggie Noble (co-producer) | Redman                             |
| 15 | „Wuditlookllike”               | R. Noble                                                                     | Reggie Noble                             | Redman                             |
| 16 | „Slide and Rock On”            | R. Noble, V. Mason, G. Shider, D.L. Spradley, G. Clinton Jr., R. Telson.     | Reggie Noble                             | Redman                             |
| 17 | „Sooperman Luva II”            | R. Noble, J. Watson, A. Stewart, R. Row, T. Gating                           | Reggie Noble                             | Redman                             |
| 18 | „We Run N.Y.”                  | R. Noble, G. Rodriguez, E. Burdon, J. Lomax, B. Chandler, L. Parker          | Reggie Noble                             | Hurricane G., Redman               |
| 19 | „Dr. Trevis (Signs Off)”       | R. Noble                                                                     | Reggie Noble                             | Redman                             |
| 20 | „Tonight's da Night (Remix)”   | R. Noble                                                                     | Erick Sermon                             | Redman                             |

## Sample
Bobyahed2dis
- „Atomic Dog” - George Clinton

Journey Throo - Darkside
- „Spaced Out” - Undisputed Truth

Cosmic Slop
- „Funky Worm” - Ohio Players

Rockafella
- „I Wanna Do Something Freaky to You” - Leon Haywood
- „Flashlight” - Parliament

Green Island
- „The Cockeyed Mayor of Kauna Kakai” - Mauna Loa Island

Can't Wait
- „All Night Long” - Mary Jane Girls
- „Caribbean Nights” - Bob James
- „We Write The Songs” - Biz Markie

Winicumuhround
- „Atomic Dog” - George Clinton

Slide and Rock On
- „Atomic Dog” - George Clinton
- „Bounce, Rock, Skate, Roll” - Vaughn Mason & Crew
- „Dyin' To Be Dancing” - Empress

Sooperman Luva II
- „Superman Lover (Intro)” - Johnny „Guitar” Watson
- „I Wanna Ta Ta You Baby” - Johnny „Guitar” Watson

We Run N.Y.
- „Sounds Of The Police” - KRS-One